# エセル・スミス
エセル・スミス (Ethel May Smith、1907年7月5日 - 1979年12月31日)は、カナダの陸上競技選手。1928年アムステルダムオリンピックの金メダリストである。

## 経歴
スミスは、1928年アムステルダムオリンピックで2種目に出場した。女子100mでは、アメリカのベティ・ロビンソン、カナダのファニー・ローゼンフェルドに次いで3位となり銅メダルを獲得した。さらに、マートル・クック、ジェーン・ベルそして100m銀メダルのローゼンフェルドとともにカナダチームの一員として出場した女子4×100mリレーでは、金メダルを獲得している。